# Hugenottenkriege

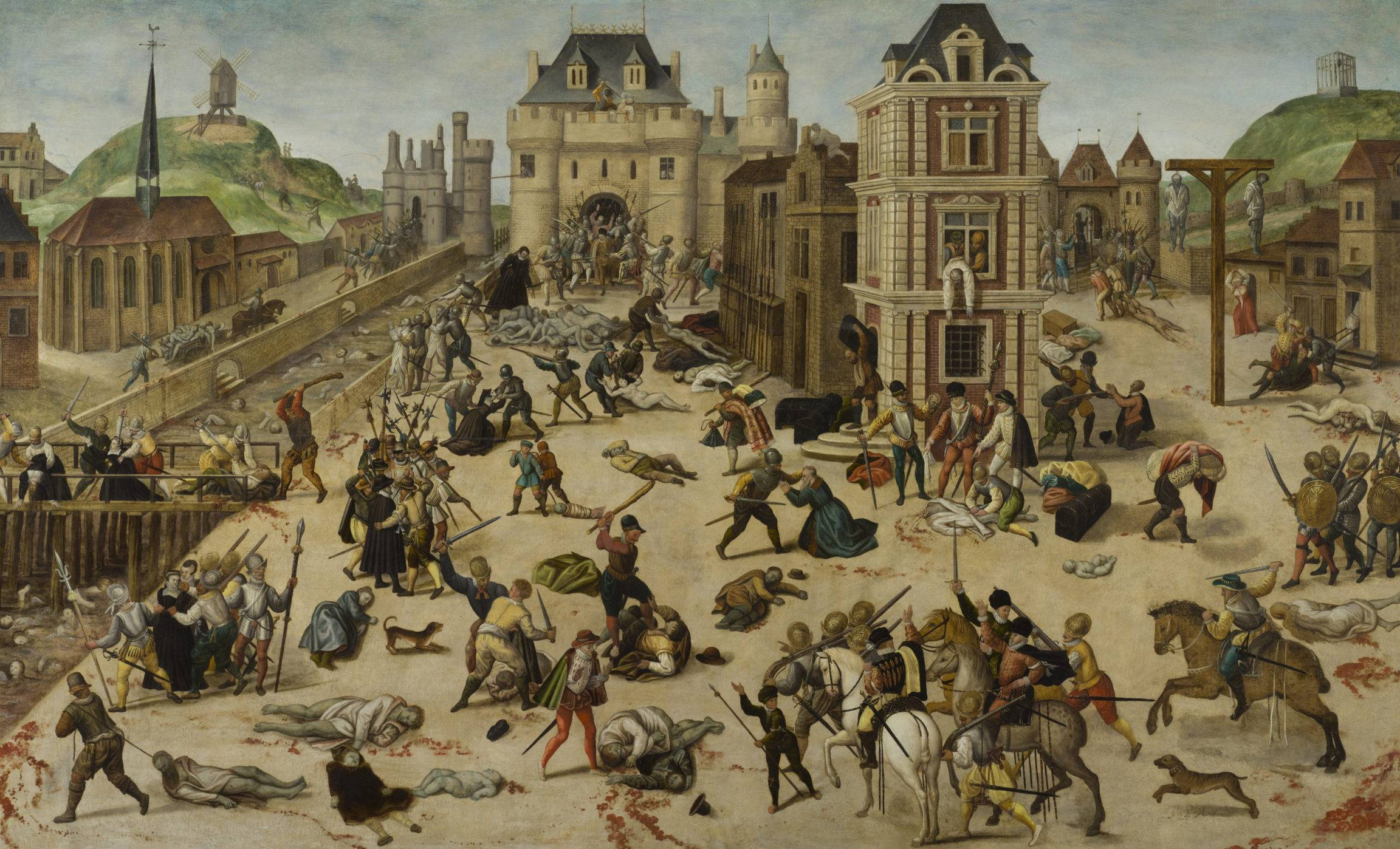
Le massacre de la Saint-Barthélemy, die blutige Bartholomäusnacht des Jahres 1572, gemalt von François Dubois (1529–1584)

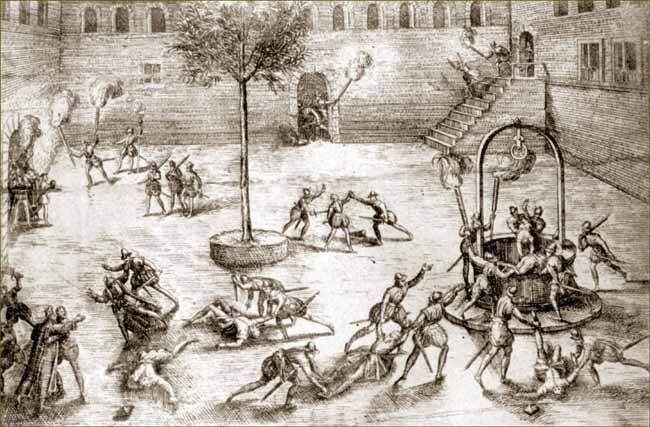
Das Blutbad bei der Michelade in Nîmes vom 29. September 1567: Um die hundert katholische Mönche und Kleriker fielen den protestantischen Aufrührern zum Opfer.

Frankreich in den Religionskriegen (Grenzen von 1685)

Die Hugenottenkriege, im französischen Sprachgebrauch als Religionskriege bekannt (Guerres de Religion), waren eine Reihe von acht Bürgerkriegen in Frankreich zwischen Katholiken und protestantischen Hugenotten in der Zeit von 1562 bis 1598. Sie waren keine reinen Religionskriege; dynastische und machtpolitische Ziele spielten ebenso eine Rolle: Der französische Adel kämpfte um seine Privilegien und Handlungsfreiräume gegenüber der Monarchie.

## Hintergründe

### Dynastische Hintergründe
Frankreich war unter den Herrschern aus dem Hause Valois, Franz I. (1515–1547) und seinem Sohn Heinrich II. (1547–1559), der stärkste europäische Staat, doch schon vor dem Vertrag von Cateau-Cambrésis 1559 zeichnete sich ab, dass es diese Stellung an Spanien verlieren würde. Kaiser Karl V. beherrschte mehrere Staaten, die sich rings um Frankreich gruppierten. Der vorzeitige Tod von Heinrich II. und ein Jahr später seines ältesten Sohnes schuf eine instabile Situation, in der die aus Italien stammende Königin Katharina von Medici die Adelsparteien gegeneinander ausspielte, um ihren minderjährigen Söhnen den Thron zu sichern. Wesentlicher Bestandteil war das Ringen um die Macht in Frankreich zwischen dem Haus Guise (Lothringen) einerseits und dem Haus Bourbon andererseits.

### Religiöse Hintergründe
König Franz I. stand den Forderungen der Reformation zunächst wohlwollend gegenüber. Dies änderte sich grundlegend mit der Affaire des Placards: Im Oktober 1534 wurden an öffentlichen Plätzen in größeren Städten Frankreichs Plakate angeschlagen, in denen eine unverhüllte Attacke auf das katholische Konzept der Eucharistie vorgetragen wurde. Da eines dieser Plakate im Inneren des königlichen Schlosses von Amboise angebracht worden war, musste Franz I. von nun an um seine eigene Sicherheit fürchten. Bereits zwei Wochen später wurden protestantische Sympathisanten verhaftet und auf den Scheiterhaufen gebracht.
In Frankreich fasste der Protestantismus erst relativ spät in der Variante des Calvinismus Fuß: Das französischsprachige Genf stand seit 1536 unter dem dauerhaften Schutz der Eidgenossen. Dort führte der aus Frankreich geflohene Johannes Calvin die Reformation ein, setzte aber mit der Prädestinationslehre andere religiöse Akzente als das Luthertum in Deutschland und Zwingli in der deutschsprachigen Schweiz. Vor allem organisierte Calvin eine systematische Mission, die auf den Adel in Frankreich und den wallonischen Teilen der Spanischen Niederlande abzielte.
Einer der wichtigsten Unterschiede zwischen beiden konkurrierenden christlichen Glaubensinterpretationen, also zwischen dem katholischen und dem calvinistischen Glauben, lag in der Auslegung der Eucharistie, des Abendmahls. Die Katholiken glauben, dass dabei Brot und Wein zum Leib und Blut Christi werden und Jesus so in jeder Messe körperlich anwesend sei; auch darf nur ein geweihter Priester diese konsekrieren. Für den Calvinisten sind Brot und Wein beim Abendmahl mehr ein Symbol für Jesu Liebe zu den Menschen. Die Protestanten, Calvinisten wie Lutheraner, lehnten ferner die Verehrung Marias und der Heiligen ab, da hierdurch Gottes Ehre geschmälert werden könnte. Hinzu kommt, dass die Calvinisten an die Prädestination glauben. Dies bedeutet, dass bereits vor der Geburt vorherbestimmt ist, wer in den Himmel kommen kann. An dieser Prädestination lässt sich auch durch ein frommes Leben nichts ändern. Allerdings will der Calvinist durch Sittenstrenge und Erfolg beweisen, dass er auserwählt ist. Im Katholizismus ist es prinzipiell möglich, dass ein glaubender Mensch in den Himmel kommt und dies trotz zum Teil erheblicher Verstöße gegen ein frommes und sündenloses Leben. Voraussetzung hierzu besteht in der Notwendigkeit, Buße zu tun. Nach Luther entscheidet allein Gottes Gnade und Vergebung über das Leben nach dem Tod, und der Christ muss dies vor allem durch seinen Glauben annehmen. In Frankreich breitete sich jedoch nur der Calvinismus aus.

### Staatspolitischer Hintergrund
Etwa um diese Zeit war das Heilige Römische Reich Deutscher Nation bereits in eine Vielzahl von so genannten Territorien zerfallen, deren Herrscher nach dem Prinzip „Cuius regio, eius religio“ ab 1555 auch die Religion ihrer Untertanen bestimmten. Heinrich II. von Frankreich wollte eine religiöse Zersplitterung wie in Deutschland verhindern. Eine Übereinkunft nach dem Prinzip des Augsburger Religionsfriedens hätte möglicherweise die unter Franz I. begonnene Zentralisierung Frankreichs gestört.

## Maßnahmen König Heinrichs II.
Bereits im ersten Jahr seiner Herrschaft (1547) errichtete Heinrich II. die Chambre ardente in Paris, eine Kammer, die die hugenottischen Mitglieder des Parlement de Paris verfolgte. Im Jahr 1551 wurde dieses Prinzip im Edikt von Châteaubriant auf die Provinzparlamente ausgedehnt. 1557 folgte das Edikt von Compiègne: „Die Ordnung in irgendeiner Weise störende“ Protestanten wurden der weltlichen Gerichtsbarkeit unterstellt; die Verurteilung wegen Häresie überließ Heinrich noch der Kirche. Dies gipfelte 1559 im Edikt von Écouen; von da an durften die Gerichte für Häresie nur noch die Todesstrafe verhängen.
Diese Repression war auch außenpolitisch motiviert. Der Thronfolger, Franz II., war mit der schottischen Königin Maria Stuart verheiratet, die aus katholischer Sicht rechtmäßige Ansprüche auf den englischen Königsthron erheben konnte. Heinrich II. behielt deshalb die Repression bei. Im März 1560 schlug der Versuch fehl, Franz II. zu entführen (Verschwörung von Amboise). Mit Ausnahme von Ludwig I. von Bourbon, Prinz de Condé, verloren alle Verschwörer ihr Leben. Doch waren die Hugenotten bereits so stark, dass ihr Anführer, Admiral Gaspard II. de Coligny, in Fontainebleau gegen die Verletzung der Gewissensfreiheit protestieren konnte. Mit Unterstützung des Hauses Bourbon, welches das Königreich Navarra beherrschte, brachten protestantische Prediger hinreichend Mittel zusammen, eine ganze Armee einschließlich schlagkräftiger Kavallerie auszurüsten. (Auf dem Höhepunkt ihrer Macht kontrollierten die Hugenotten rund 60 befestigte Städte und wurden zu einer ernsthaften Bedrohung des katholischen Hofes und der Hauptstadt Paris.) Erst nach dem frühen Tod von Franz II. versuchte seine Mutter als Regentin für den minderjährigen Karl IX. (ab 1560) als Gegengewicht zu dem zu mächtigen Herzog von Guise eine vorsichtige Toleranzpolitik. Ein Religionsgespräch zu Poissy 1561 führte nicht zu der angestrebten Einigung. Die Königinmutter erhob den Bourbonen Anton von Navarra zum Generalstatthalter, mit Michel de l’Hôpital ernannte sie einen gemäßigten Kanzler, der 1562 das hugenottenfreundliche Edikt von Saint-Germain formulierte. Darin wurde den Hugenotten freie Religionsausübung außerhalb der festen Städte zugesichert.

## Abfolge der Kriege
Diese Toleranzpolitik wurde im März desselben Jahres von dem entmachteten Onkel von Maria Stuart, Herzog Franz II. von Guise, im Blutbad von Vassy an unbewaffneten Hugenotten torpediert. Ob die Provokationen nun von Katholiken oder Protestanten ausgingen, ist ungeklärt, jedoch machtpolitisch wahrscheinlich von Franz de Guise forciert. (Hinsichtlich der Zahl der Todesopfer gibt es Widersprüche: manche nennen nur 23, andere Quellen hunderte.) In drei Kriegen sicherten sich danach die Hugenotten bis 1570 eine begrenzte Toleranz, abgesichert durch einige wenige Sicherheitsplätze.
Im Ersten Hugenottenkrieg (1562–1563) organisierte der Fürst von Condé eine Art Protektorat zugunsten der hugenottischen Gemeinden. Die Guisen (Anhänger des Herzogs von Guise) entführten den König und seine Mutter nach Paris. In der Schlacht bei Dreux wurde de Condé gefangen genommen, auf der anderen Seite Anne de Montmorency, der General der Regierungstruppen. Im Februar 1563 wurde Franz II. von Guise bei der Belagerung von Orléans ermordet; Katharina beeilte sich nun, einen Waffenstillstand abzuschließen, der im März zum Edikt von Amboise führte. Es war ein Religionsfriede, in dem den Hugenotten – ausgenommen Paris – freie Religionsausübung gestattet wurde.

Grand tour de France vom Karl IX, 1564 bis 1566. Katharina de Medici förderte die Idee, sodass ihr König-Sohn nach dem ersten Religionskrieg sein Königreich besser kennenlernen und weitere Kriege vermeiden könnte.

Der Zweite Hugenottenkrieg (1567–1568) wurde ausgelöst, weil die Königinmutter die Macht, die den Guisen entglitten war, nicht einfach den Hugenotten zukommen lassen wollte. So wurden 1564 Ausführungsbestimmungen zum Edikt von Amboise erlassen, die dessen Sinn weitgehend verwässerten. Auch befürchteten die Protestanten in Frankreich Gewaltmaßnahmen, wie sie Herzog Alba in Flandern eingeleitet hatte; die Hugenottenführer de Condé und Admiral Coligny beschlossen daher, den jungen König Karl in ihre Gewalt zu bringen (Surprise de Meaux). Der Plan wurde verraten, de Condé belagerte den Hof sechs Wochen lang in Paris und lieferte dann am 10. November 1567 eine Schlacht bei Saint-Denis. Mit Hilfstruppen unter dem kurpfälzischen Prinzen Johann Kasimir rückte er im Februar 1568 wieder gegen Paris vor, während die Katholischen Unterstützung von Herzog Alba erhielten. Der Frieden von Longjumeau bestätigte den Friedensschluss von Amboise und versprach allgemeine Amnestie.
Bereits im Herbst desselben Jahres brach der Dritte Hugenottenkrieg (1568–1570) aus. Beide Seiten waren unzufrieden, es kam zu vielen blutigen Gewalttaten. Die Führer der Hugenotten begaben sich nach La Rochelle, das wegen seiner günstigen Überseeverbindung zu ihrem Hauptquartier wurde. Auch Königin Johanna von Navarra mit ihrem Sohn Heinrich – ein Bourbone – traf dort ein. Wieder kam Hilfe aus dem protestantischen Deutschland (Pfalz-Zweibrücken sowie Oranien) und aus England. Doch in der Schlacht bei Jarnac (März 1569) unterlagen die Hugenotten; Fürst von Condé kam ums Leben. Im Oktober 1569 folgte in der Schlacht bei Moncontour eine weitere Niederlage, doch konnten die Hugenotten mit ausländischer Unterstützung La Rochelle entlasten und im Juni 1570 bei Luçon die königlichen Truppen schlagen (die ihrerseits Hilfe aus Spanien, dem Kirchenstaat und vom Großherzogtum Toskana erhalten hatten).
Der Dritte Hugenottenkrieg endete damit, dass gemäßigte Politiker sich Geltung verschafften und den Frieden von St. Germain en Laye schlossen. Nunmehr erhielten die Hugenotten neben Glaubensfreiheit und Amnestie auch – neben La Rochelle – drei befestigte Plätze zugesprochen.
Danach gelang es dem hugenottischen Führer Admiral Coligny, den jungen französischen König Karl zu einer antispanischen, pro-protestantischen Politik zu bewegen. Als Maßnahme des guten Willens wurde die Hochzeit der Schwester des jungen Königs, Marguerite (Margot) von Valois, mit dem Hugenottenführer Heinrich von Navarra vereinbart. Der Vermählung am 18. August 1572 folgte eine Woche später die – von der Königinmutter veranlasste – berüchtigte Bartholomäusnacht. Die Metzeleien dauerten mehrere Tage. Im September feierte der zur Familie der Guises gehörende Kardinal von Lothringen aus diesem Anlass einen Dankgottesdienst, der Papst und Philipp II. applaudierten.
Im unausweichlich folgenden Vierten Hugenottenkrieg (1572–1573) verteidigten sich die überlebenden Protestanten von nun an mit dem Mut der Verzweiflung. Die Belagerung von La Rochelle durch Heinrich, Herzog von Anjou, blieb erfolglos. Erst als dieser zum König von Polen-Litauen gewählt werden sollte (und zu diesem Zweck religiöse Toleranz demonstriert werden musste), fand dieser Krieg im Juni 1573 sein Ende. Im Edikt von Boulogne wurde den Hugenotten zwar Amnestie zugesagt, ihnen jedoch sämtliche öffentlichen Gottesdienste untersagt.
Nach dem frühen Ableben Karls IX. kehrte Heinrich aus Polen zurück. Unter seiner Herrschaft (als Heinrich III.) begannen bald neue Kämpfe, der Fünfte Hugenottenkrieg (1574–1576). Der König und die Königinmutter Katharina von Medici versuchten verzweifelt, zwischen den rivalisierenden Fraktionen die königliche Autorität aufrechtzuerhalten. Die Hugenotten bekamen Zulauf von bedeutenden Adeligen und Marschällen, ein deutsches Hilfskorps kam hinzu. Angesichts der zahlenmäßigen Übermacht der Protestanten – besonders im Südwesten – riet der Herzog von Mayenne, Charles de Lorraine, dem König und seiner weiterhin aktiven Mutter zum Frieden. Der wurde im Mai 1576 in Beaulieu-lès-Loches geschlossen und war für die Hugenotten vorteilhafter als alle Abmachungen vorher: mit Ausnahme von Paris und dessen Umkreis von zwei Meilen erhielten sie in ganz Frankreich freie Religionsübung, Zutritt zu allen Ämtern und insgesamt acht Sicherheitsplätze zugesichert.
Heinrich III. schwankte: Zeitweise versuchte er, die Führung der katholischen Partei persönlich zu übernehmen; zeitweise näherte er sich den Hugenotten, weil er seinen jüngeren Bruder Franz, damals Herzog von Anjou, als Führer der Protestanten in den aufständischen Niederlanden etablieren wollte.
Die Friedensbedingungen von Beaulieu stießen bei der katholischen Partei auf so viel Widerstand, dass der Extremist Henri I. von Guise (der Sohn des Herzogs Franz II.) 1576 die „Heilige Liga (1576)“ gründete, einen Adelsverein zur Verteidigung des Glaubens. Tatsächlich sollte dieser Bund nicht nur den wahren Glauben verteidigen, sondern im Interesse des regionalen Adels die Zentralmacht in Frankreich schwächen. Heinrich III. stellte sich an die Spitze der Liga und nahm die Kriegshandlungen wieder auf, doch die Generalstände verweigerten ihm die für eine erfolgreiche Kriegführung nötigen Mittel. Dieser Sechste Hugenottenkrieg (1576–1577) dauerte nicht lange – nach kleinen Erfolgen lenkte Heinrich III. 1577 ein, denn die Königinmutter Katharina fürchtete allmählich die ehrgeizigen Pläne des Herzogs von Guise, die dieser mit Hilfe der Liga durchzusetzen hoffte, mehr als die Hugenotten.
Katharina näherte sich sogar dem Protestantenführer Heinrich von Navarra an. Noch einmal gab es über die Ausführung des Friedens Konflikte, sogar eine kurze Waffenerhebung fand mit dem Siebten Hugenottenkrieg (1579–1580) statt. Aber der Herzog Franz von Anjou, der jüngste Bruder (und Thronfolger) des Königs, vermittelte bald im November 1580 zu Le Fleix einen neuen Frieden. Die Heilige Liga wurde aufgelöst.
Nach dem Tod dieses Herzogs von Anjou im Jahre 1584 war nach salischem Erbrecht der Hugenotte Heinrich III. von Navarra der nächste Thronanwärter. Henri I. von Guise wollte die Krone keinesfalls einem Ketzer zugestehen und aktivierte die Heilige Liga wieder. König Heinrich III. seinerseits trat mit seinem Schwager Heinrich von Navarra in Unterhandlungen ein und sicherte diesem die Thronfolge zu – allerdings unter der Bedingung, dass der (wieder) zum katholischen Glauben konvertiere. Die erneuerte Heilige Liga hatte allerdings einen neuen Charakter: Sie war keine reine Adelspartei mehr, sondern auch eine Bewegung mit Rückhalt bei den Volksmassen – besonders von Paris. Sie schloss Anfang 1585 ein Bündnis mit Spanien, proklamierte den alten Kardinal von Bourbon als Thronfolger und nötigte den König im Juli 1585 zu dem Edikt von Nemours, das alle früheren Zugeständnisse an die Hugenotten zurücknahm und auch Heinrich von Navarra von der Thronfolge ausschloss. Hierauf griffen die Hugenotten im Achten Hugenottenkrieg (1585–1598) von neuem zu den Waffen. Dieser Bürgerkrieg, der eher die Thronfolge als religiöse Inhalte zum Gegenstand hatte, wird nach den drei Häuptern (König Heinrich III. von Frankreich, König Heinrich III. von Navarra und Herzog Heinrich I. von Guise) auch der „Krieg der drei Heinriche“ genannt.
Im Herbst 1587 gab jedoch der Sieg der Hugenotten bei Coutras dem Krieg eine neue Wendung. Herzog Heinrich von Guise versuchte, den geschwächten König durch ein Ultimatum in die Knie zu zwingen. Anstatt den Forderungen der Liga nachzugeben, reagierte dieser jedoch mit überraschender Festigkeit und ließ Truppen in Paris einrücken. Daraufhin löste eine „Liga der Sechzehn“ unter der Führung des Herzogs von Guise in der Stadt einen Volksaufstand aus („Tag der Barrikaden“ am 12. Mai 1588). Im Juli schien König Heinrich III. entmachtet: das Unionsedikt von Rouen erneuerte die Bestimmungen von Nemours und schloss jeden nichtkatholischen Fürsten von der Thronfolge aus.
Auf der Versammlung der Generalstände in Blois im Dezember 1588 wurden jedoch auf Veranlassung des Königs seine ärgsten Widersacher, der Herzog von Guise und dessen Bruder, Kardinal Ludwig von Lothringen, ermordet. Den nachfolgenden Aufstand fanatisierter Massen suchte Heinrich III. im Bündnis mit Heinrich von Navarra niederzuwerfen, wurde dabei aber Anfang August 1589 bei der Belagerung von Paris selbst ermordet. Mit seinem Tod erlosch die Dynastie der Valois.
Heinrich III. von Navarra aus der Nebenlinie Bourbon wurde als Heinrich IV. König. Er beherrschte mit seinen Truppen den (schon seit Jahrzehnten traditionell hugenottischen) Süden und den Westen Frankreichs, während die Liga unter Charles II. de Lorraine, duc de Mayenne, dem Nachfolger des ermordeten Henri von Guise, den Norden und den Osten hielt, insbesondere Paris. Im September 1589 besiegte Heinrich die Liga in der Schlacht von Arques und gewann schrittweise die Herrschaft über die ganze Normandie. Sechs Monate später brachte sein Sieg bei Ivry eine Vorentscheidung, doch konnte Paris sich mit spanischer Hilfe halten. Er konnte sich die Hauptstadt und den Thron aber erst nach der Konversion zum Katholizismus sichern. Der achte Hugenottenkrieg – als Bürgerkrieg begonnen – verwandelte sich zuletzt in einen nationalen Krieg gegen Spanien.
Im Jahr 1582 hatte Heinrich III. den damaligen Führer der Heiligen Liga, Philippe Emmanuel, Herzog von Mercœur, zum Gouverneur der Bretagne gemacht, der sich wiederum 1588 zum „Protektor der Katholischen Kirche“ ernannte und – auf Grund alter Erbansprüche seiner Gattin – die Bretagne aus dem Königreich Frankreich lösen wollte. Als „Fürst und Herzog der Bretagne“ verbündete er sich mit Philipp II. von Spanien. Dieser hoffte sich auf diese Weise in die französische Innenpolitik einmischen zu können und gleichzeitig in seiner Auseinandersetzung mit England in der Bretagne einen wertvollen Stützpunkt zu gewinnen. Heinrich IV. musste zunächst (am 23. Mai 1592 bei Craon) eine Niederlage hinnehmen, konnte aber mit englischer Unterstützung im März 1598 Mercœurs Unterwerfung erreichen.
Danach beendete im Jahre 1598 das Edikt von Nantes die Hugenottenkriege. Die Hugenotten erhielten beschränkte religiöse Toleranz, gesichert durch Sicherheitsplätze im südlichen Frankreich, deren hugenottische Besatzung vom König besoldet wurde.

## Folgen
Frankreich konnte seine wirkliche Macht erst unter Ludwig XIV. ab 1661 ausspielen, der seine starke persönliche Herrschaft auch wegen der traumatischen Hugenottenkriege etablieren konnte. Im europäischen Machtkonzert konnte das habsburgische Spanien seinen Abstieg bis etwa 1659 hinausschieben. Die kolonialen Rivalen England, Spanien und Portugal gründeten bis 1661 amerikanische Kolonialreiche, die zukunftsträchtiger als die französischen Kolonien in Amerika waren.